# Snowboard en los Juegos Olímpicos de Pekín 2022
Las competiciones de snowboard en los Juegos Olímpicos de Pekín 2022 se realizaron en el Parque de Nieve Genting, ubicado en el distrito de Chongli, 170 km al noroeste de Pekín, del 5 al 15 de febrero de 2022.
En total se disputaron en este deporte once pruebas diferentes, cinco masculinas, cinco femeninas y una mixta.

## Calendario
- Hora local de Pekín (UTC+8).

| Fecha         | Hora  | Prueba                     |
| ------------- | ----- | -------------------------- |
| 6 de febrero  | 9:30  | Slopestyle F               |
| 7 de febrero  | 12:00 | Slopestyle M               |
| 8 de febrero  | 10:40 | Eslalon gigante paralelo F |
| 8 de febrero  | 11:05 | Eslalon gigante paralelo M |
| 9 de febrero  | 9:30  | Campo a través F           |
| 10 de febrero | 9:00  | Halfpipe F                 |
| 10 de febrero | 11:15 | Campo a través M           |

| Fecha         | Hora  | Prueba                      |
| ------------- | ----- | --------------------------- |
| 11 de febrero | 9:30  | Halfpipe M                  |
| 12 de febrero | 10:00 | Campo a través equipo mixto |
| 15 de febrero | 9:30  | Big air F                   |
| 15 de febrero | 13:00 | Big air M                   |

## Medallistas

### Masculino
| Evento                                  | Oro                                          | Plata                                       | Bronce                            |
| --------------------------------------- | -------------------------------------------- | ------------------------------------------- | --------------------------------- |
| Eslalon gigante paralelo (8 de febrero) | Benjamin Karl · Austria                      | Tim Mastnak · Eslovenia                     | Vic Wild · ROC                    |
| Campo a través (10 de febrero)          | Alessandro Hämmerle · Austria                | Éliot Grondin · Canadá                      | Omar Visintin · Italia            |
| Halfpipe (11 de febrero)                | Ayumu Hirano · Japón · 96,00 pts.            | Scott James · Australia · 92,50 pts.        | Jan Scherrer · Suiza · 87,25 pts. |
| Big air (14 y 15 de febrero)            | Su Yiming · República Popular China · 182,50 | Mons Røisland · Noruega · 171,75            | Maxence Parrot · Canadá · 170,25  |
| Slopestyle (7 de febrero)               | Maxence Parrot · Canadá · 90,96              | Su Yiming · República Popular China · 88,70 | Mark McMorris · Canadá · 88,53    |

### Femenino
| Evento                                  | Oro                                          | Plata                                        | Bronce                           |
| --------------------------------------- | -------------------------------------------- | -------------------------------------------- | -------------------------------- |
| Eslalon gigante paralelo (8 de febrero) | Ester Ledecká · República Checa              | Daniela Ulbing · Austria                     | Gloria Kotnik · Eslovenia        |
| Campo a través (9 de febrero)           | Lindsey Jacobellis · Estados Unidos          | Chloé Trespeuch · Francia                    | Meryeta O'Dine · Canadá          |
| Halfpipe (10 de febrero)                | Chloe Kim · Estados Unidos · 94,00 pts.      | Queralt Castellet · España · 90,25 pts.      | Sena Tomita · Japón · 88,25 pts. |
| Big air (14 y 15 de febrero)            | Anna Gasser · Austria · 185,50               | Zoi Sadowski-Synnott · Nueva Zelanda · 177,0 | Kokomo Murase · Japón · 171,50   |
| Slopestyle (6 de febrero)               | Zoi Sadowski-Synnott · Nueva Zelanda · 92,88 | Julia Marino · Estados Unidos · 87,68        | Tess Coady · Australia · 84,15   |

### Mixto
| Evento                                    | Oro                                                    | Plata                                   | Bronce                                  |
| ----------------------------------------- | ------------------------------------------------------ | --------------------------------------- | --------------------------------------- |
| Campo a través por equipo (12 de febrero) | Nick Baumgartner · Lindsey Jacobellis · Estados Unidos | Omar Visintin · Michela Moioli · Italia | Éliot Grondin · Meryeta O'Dine · Canadá |

## Medallero
| Núm. | País                    | Oro | Plata | Bronce | Total |
| ---- | ----------------------- | --- | ----- | ------ | ----- |
| 1    | Austria                 | 3   | 1     | 0      | 4     |
| 1    | Estados Unidos          | 3   | 1     | 0      | 4     |
| 3    | Canadá                  | 1   | 1     | 4      | 6     |
| 4    | República Popular China | 1   | 1     | 0      | 2     |
| 4    | Nueva Zelanda           | 1   | 1     | 0      | 2     |
| 6    | Japón                   | 1   | 0     | 2      | 3     |
| 7    | República Checa         | 1   | 0     | 0      | 1     |
| 8    | Australia               | 0   | 1     | 1      | 2     |
| 8    | Eslovenia               | 0   | 1     | 1      | 2     |
| 8    | Italia                  | 0   | 1     | 1      | 2     |
| 11   | España                  | 0   | 1     | 0      | 1     |
| 11   | Francia                 | 0   | 1     | 0      | 1     |
| 11   | Noruega                 | 0   | 1     | 0      | 1     |
| 14   | ROC                     | 0   | 0     | 1      | 1     |
| 14   | Suiza                   | 0   | 0     | 1      | 1     |
|      | TOTAL                   | 11  | 11    | 11     | 33    |